# Messias (Händel)

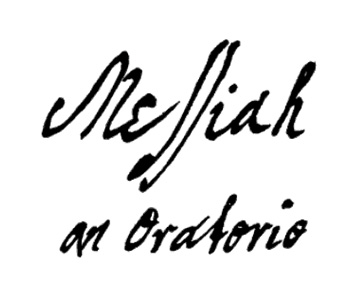
A folha título da edição de 1741, manuscrita por Händel

O Messias (Messiah) (HWV 56, 1741) é um oratório de Georg Friedrich Händel com 51 movimentos divididos em 3 partes, durando entre cerca 2h 15min e 2h 30min. Deve notar-se, desde já, que o tempo varia em função das diferentes interpretações (como qualquer outra composição musical que se mede por compassos e não por minutos).
Embora o 44.º movimento (o célebre "Aleluia") seja reconhecível por qualquer pessoa (mesmo não sabendo a que obra pertence ou que compositor a escreveu), a obra "O Messias" não é tão conhecida na sua totalidade como merecia. A maior parte das vezes, os programas de concertos apenas escolhem alguns movimentos (recitativos, árias e corais), perdendo assim o sentido integral e unitário da obra. Se a "fama" e o grau de popularidade fossem critérios válidos de apreciação estética, considerar-se-ia a mais famosa criação de Händel.
Por razões de economia de tempo e em virtude das práticas artísticas da segunda metade do século XIX e primeira do século XX, algumas edições e interpretações de "O Messias" apresentam-se divididas apenas em 2 partes e com inúmeras variantes. O oratório foi concebida como um tríptico, sublinhando simbolicamente a importância do nº 3 na cultura teológica. Da mesma forma, o número de músicos pensado pelo compositor para a sua interpretação era muito menor do que habitualmente se assiste nos grandes concertos (rondariam os 60 músicos, incluindo coro, orquestra e solistas). Existem já várias interpretações / gravações que se regem pelo rigor e respeito historicista, baseando-se em estudos multidisciplinares de forma a reproduzirem o mais fielmente possível as práticas musicais da época.
Em "o Messias" assistimos a diversos relatos em torno Jesus Cristo desde a sua anunciação profética, o seu nascimento, vida, morte e ascensão. vide: céu.
Assim: 1ª Parte — Apresenta a profecia e o nascimento de Jesus; 2ª Parte — Relata episódios da Paixão, culminando no coral "Aleluia"; 3ª Parte — Descreve o tema da Redenção.

## História
Em 1741, Händel recebeu um convite do Lord Lieutenant da Irlanda para ajudar a angariar dinheiro para três instituições de caridade de Dublin através de apresentações musicais. Embora doente nessa época, Händel estava determinado a compor um novo oratório sacro para a ocasião, pedindo a Charles Jennens (libretista de Saul e Israel in Egypt) um tema apropriado. Jennens respondeu com uma criteriosa recolha de versículos e escrituras do Velho e Novo Testamentos arranjados num "argumento" em três partes (como ele o descreveu). O resultado foi o mais conhecido e amado oratório de Händel. A obra estreou-se em Dublin, no período da Páscoa, em 13 de abril de 1742.
À época, o texto suscitou controvérsia com jornais ponderando sobre sua natureza "blasfema". A obra acabada, contudo, teve outra recetividade, sendo elogiada em Berlim e depois em Londres. Händel fez várias revisões subsequentes, incluindo uma versão criada em 1754 para o "Thomas Coram's Foudling Hospital" (fundação para a educação de crianças abandonadas à qual Händel passa a dedicar mais tempo a partir de 1749). Atualmente ainda é um obra muito apreciada e requisitada para os eventos natalícios, embora frequentemente apenas a 1ª Parte e o "Aleluia" (com que encerra a 2ª Parte) sejam interpretados, não respeitando a integridade do oratório.
O costume de o público colocar-se de pé para ouvir o coro "Aleluia" se origina da crença de que, na estreia de Londres, o rei George II  o fez, o que obrigaria a todos a permanecerem de pé. Não há evidências convincentes de que o rei estivesse presente ou que ele tenha assistido a qualquer performance subsequente de O Messias; a primeira referência da prática de permanecer em pé aparece em uma carta datada de 1756, três anos antes da morte de Handel.

## Visão geral
O nome do oratório foi tirado do conceito judaico e cristão de messias. Para os cristãos, o Messias é Jesus. O próprio Händel era um cristão (como, aliás, a esmagadora maioria da população da Europa Ocidental no séc. XVIII, embora as diferenças entre catolicismo e protestantismo fossem motivo de enormes cisões, guerras e orientações estéticas diferentes) devoto e a obra é uma apresentação da vida de Jesus e de seu significado de acordo com a doutrina cristã. Será necessário esclarecer esta aparente contradição entre "ter seguido a doutrina cristã" e "ter provocado acusações de blasfémia" por parte dos jornais ingleses.
É importante notar que o "Messias" é uma obra religiosa mas não é sacra, isto é, trata de temas religiosos mas não é um música para ser tocada em contexto litúrgico. A Igreja, enquanto instituição, sempre foi conservadora no que respeita à liturgia, e esta não era concebida como um espectáculo. Daí a diferenciação que tem que ser efectuada entre a "ópera" enquanto género musical e o "oratório". Por outro lado, as tradições musicais do sul da Europa (católico) e o norte (protestante) eram bastante diferentes. No sul, o barroco mostrava-se mais "espectacular" e "operático", enquanto no norte, particularmente na Inglaterra, a simplicidade e depuração estilística constituíam a regra em termos litúrgicos. Mesmo dentro da Igreja, as opiniões divergiam no que respeitava ao "oratório".
Mesmo que não houvesse lugar à encenação, a Igreja mais conservadora repudiava a prática do oratório, porque, afinal de contas, eram utilizadas escrituras sagradas para efeitos cénicos e espectáculo público. Foi em torno destas questões que alguns jornais ingleses mais conservadores consideraram a obra blasfémica.
À parte destas questões, o "Messias" é, acima de tudo, uma obra imersa em espiritualidade. Para os crentes e fiéis é uma prova da mais fervorosa devoção e reforço na fé. Para os não-crentes, para além do desafio intelectual, o "Messias" condensa várias emoções espirituais, consideradas mais na esfera da humanidade que na da divindade. Para uns e outros, Händel almejou com a seu oratório um objecto imaterial de profundo e enorme prazer estético.
O Messias é a obra mais famosa de Händel (talvez seguida pela Música aquática), pela suite instrumental "Music for the Royal Fireworks" e pelo denominado "Largo de Händel" (a 1ª ária da ópera Xerxes ou Serses — Ombra mai fu), continuando imensamente popular entre todos os ouvintes de concertos, particularmente anglófonos.
Apesar de Händel ter intitulado o seu oratório simplesmente de Messias (sem o "O"), a obra é amplamente conhecida erroneamente por O Messias. Este título popular é tão comum que alguns leigos consideram errada a versão correta.
Apesar da obra ter sido concebida para a Páscoa e nela ter sido apresentada pela primeira vez, após a morte de Händel tornou-se tradição executar o oratório durante o Advento, o período preparatório para as festas do Natal, mais do que na Páscoa.
Os concertos de Natal quase sempre apresentam apenas a primeira parte do Messias junto ao coro "Aleluia", no entanto algumas montagens apresentam toda a obra como um concerto de Natal. A obra é também executada no domingo de Páscoa e partes contendo temas da ressurreição são frequentemente incluídos nos serviços de Páscoa. A ária soprano "Sei que vive meu Redentor" é também frequentemente ouvida em funerais.

## Composição
O "Messias" divide-se em três partes.
Assim, após a "Sinfonia" de abertura (um andamento com indicação de tempo em "Allegro"), temos:
1ª Parte — Apresenta a profecia e o nascimento de Jesus;
2ª Parte — Relata episódios da Paixão, culminando no coral "Aleluia";
3ª Parte — Descreve o tema da Redenção.
O oratório é composto por 51 movimentos que, após a Sinfonia de abertura (Allegro) dá lugar a um Recitativo com votos de esperança aos servos do Messias ("Comfort ye my people") passando logo em seguida para profecias apocalípticas ("Thus saith the Lord") oriundas de profetas do Velho Testamento ("And the glory of the Lord") e chegando à anunciação da vinda (Behold, a virgin) e ao nascimento do Messias (For unto us a child). Seguidamente, a vida do Messias começa a ser desvendada (exemplo: "His yoke is easy") e sua morte profetizada passa a ser anunciada ("Behold the lamb"). Em Surely he hath borne há uma dramatização baseada no martírio de Jesus Cristo.
Após 41 movimentos e no final da 2ª Parte, é apresentado o mundialmente conhecido coral Aleluia, onde, em tese, se demonstra toda a alegria pela vitória do Messias sobre a morte e o pecado, após a concretização das profecias enunciadas na 1ª Parte. O coro, apoiado principalmente no agudo das vozes femininas (soprano, altos, etc), demonstra felicidade da vitória do Messias e tal também apoiada na repetição contínua de certas expressões como Hallelujah e esta é repetida, próximo ao final desse movimento, após uma breve pausa de 3 segundos, termina a ser cantada extensivamente por aproximadamente 12 segundos:
... / For the lord God omnipotent reigneth / Hallelujah hallelujah hallelujah hallelujah
... / And He shall reign forever and ever
... / King of kings forever and ever / And Lord of lords / hallelujah hallelujah
... / Forever and ever and ever and ever / (King of kings and Lord of lords)
... / Hallelujah hallelujah / hallelujah hallelujah / Hallelujah
O tempo total da obra é de aproximadamente duas horas e vinte e cinco minutos (2h25m14s), mas pode variar de acordo com a versão e os intérpretes.
| Sequência | Tipo de composição musical        | Nome                                                                      | Tempo    |
| --------- | --------------------------------- | ------------------------------------------------------------------------- | -------- |
| 1         | Sinfonia / Allegro                | Sinfonia                                                                  | 00:03:12 |
| 2         | Recitativo (com tenor)            | Comfort ye my people                                                      | 00:03:08 |
| 3         | Ária (com tenor)                  | Every valley shall be exalted                                             | 00:03:35 |
| 4         | Coral                             | And the glory of the Lord shall be revealed                               | 00:02:37 |
| 5         | Recitativo (com baixo)            | Thus saith the Lord                                                       | 00:01:24 |
| 6         | Ária (com contratenor e tenor)    | But who may abide the day of His coming?                                  | 00:03:06 |
| 7         | Coral                             | And He shall purify the sons of Levi                                      | 00:02:29 |
| 8         | Recitativo                        | Behold, a virgin shall conceive (alto)                                    | 00:00:25 |
| 9         | Ária (com alto)                   | O thou that tellest good tidings to Zion                                  | 00:05:33 |
| 10        | Recitativo (com baixo)            | For behold, darkness shall cover the earth                                | 00:02:42 |
| 11        | Ária (com baixo)                  | The people that walked in darkness have seen a great light                | 00:04:25 |
| 12        | Coral                             | For unto a child is born                                                  | 00:04:03 |
| 13        | Sinfonia Pastoral                 | Sinfonia Pastoral: Pifa                                                   | 00:00:56 |
| 14        | Recitativo (com soprano)          | There were shepherds abiding in the field                                 | 00:01:22 |
| 15        | Coral                             | Glory to God in the highest                                               | 00:01:54 |
| 16        | Ária (com soprano)                | Rejoice greatly, O daughter of Zion                                       | 00:04:04 |
| 17        | Recitativo (com alto)             | Then shall the eyes of the blind be opened                                | 00:00:20 |
| 18        | Dueto (com alto e soprano)        | He shall feed His flock like a shepherd                                   | 00:05:13 |
| 19        | Coral                             | His yoke is easy, His burthen is light                                    | 00:02:22 |
| 20        | Coral                             | Behold the Lamb of God                                                    | 00:02:52 |
| 21        | Ária (com alto)                   | He was despised and rejected of men                                       | 00:11:11 |
| 22        | Coral                             | Surely, He hath borne our griefs and carried our sorrows                  | 00:02:05 |
| 23        | Coral                             | And with His stripes we are healed                                        | 00:01:54 |
| 24        | Coral                             | All we like sheep have gone astray                                        | 00:03:55 |
| 25        | Recitativo (com tenor)            | All they that see Him Laugh Him to scorn                                  | 00:00:44 |
| 26        | Coral                             | He trusted in God that He would deliver Him                               | 00:02:23 |
| 27        | Recitativo (com tenor)            | Thy rebuke hath broken His heart                                          | 00:01:48 |
| 28        | Ária (com tenor)                  | Behold, and see if there be any sorrow like unto His sorrow!              | 00:01:34 |
| 29        | Recitativo (com tenor)            | He was cut off out of the land of the living                              | 00:00:19 |
| 30        | Ária (com tenor)                  | But thou didst not leave His soul in Hell                                 | 00:02:42 |
| 31        | Coral                             | Lift up your heads                                                        | 00:03:04 |
| 32        | Recitativo (com tenor)            | Unto which of the angels said He at any time                              | 00:00:14 |
| 33        | Coral                             | Let all the angels of God worship Him                                     | 00:01:28 |
| 34        | Ária (com contratenor e tenor)    | Thou art gone up high                                                     | 00:03:17 |
| 35        | Coral                             | The Lord gave the word                                                    | 00:01:10 |
| 36        | Dueto (com soprano e Contratenor) | How beautiful are the feet of Him that bringeth glad tidings of salvation | 00:03:22 |
| 37        | Coral                             | Their sound is gone out                                                   | 00:01:22 |
| 38        | Ária (com baixo)                  | Why do the nations so furiosly rage together                              | 00:03:08 |
| 39        | Coral                             | Let us break their bonds asunder                                          | 00:01:50 |
| 40        | Recitativo (com tenor)            | He that dwelleth in heaven shall laugh them to scorn                      | 00:00:12 |
| 41        | Ária (com tenor)                  | Thou shalt break them with a rod of iron                                  | 00:02:10 |
| 42        | Coral                             | Hallelujah!                                                               | 00:03:44 |
| 43        | Ária (com soprano)                | I know that my Redeemer liveth                                            | 00:06:07 |
| 44        | Coral                             | Since by man came death                                                   | 00:01:52 |
| 45        | Recitativo (com baixo)            | Behold, I tell you a mystery                                              | 00:00:32 |
| 46        | Ária (com baixo)                  | The trumpet shall sound                                                   | 00:09:06 |
| 47        | Recitativo (com Contratenor)      | Then shall be brought to pass the saying that is written                  | 00:00:17 |
| 48        | Dueto (com contratenor e tenor)   | O Death, where is thy sting                                               | 00:03:24 |
| 49        | Coral                             | But thanks be to God                                                      | 00:02:22 |
| 50        | Ária (com soprano)                | If God be for us, who can be against us?                                  | 00:04:57 |
| 51        | Coral                             | Worthy is the Lamb that was slain (também Amen)                           | 00:07:19 |